# Емен
Емен (болг. Емен) — село в Болгарии. Находится в Великотырновской области, входит в общину Велико-Тырново. Население составляет 89 человек (2022).

## Галерея

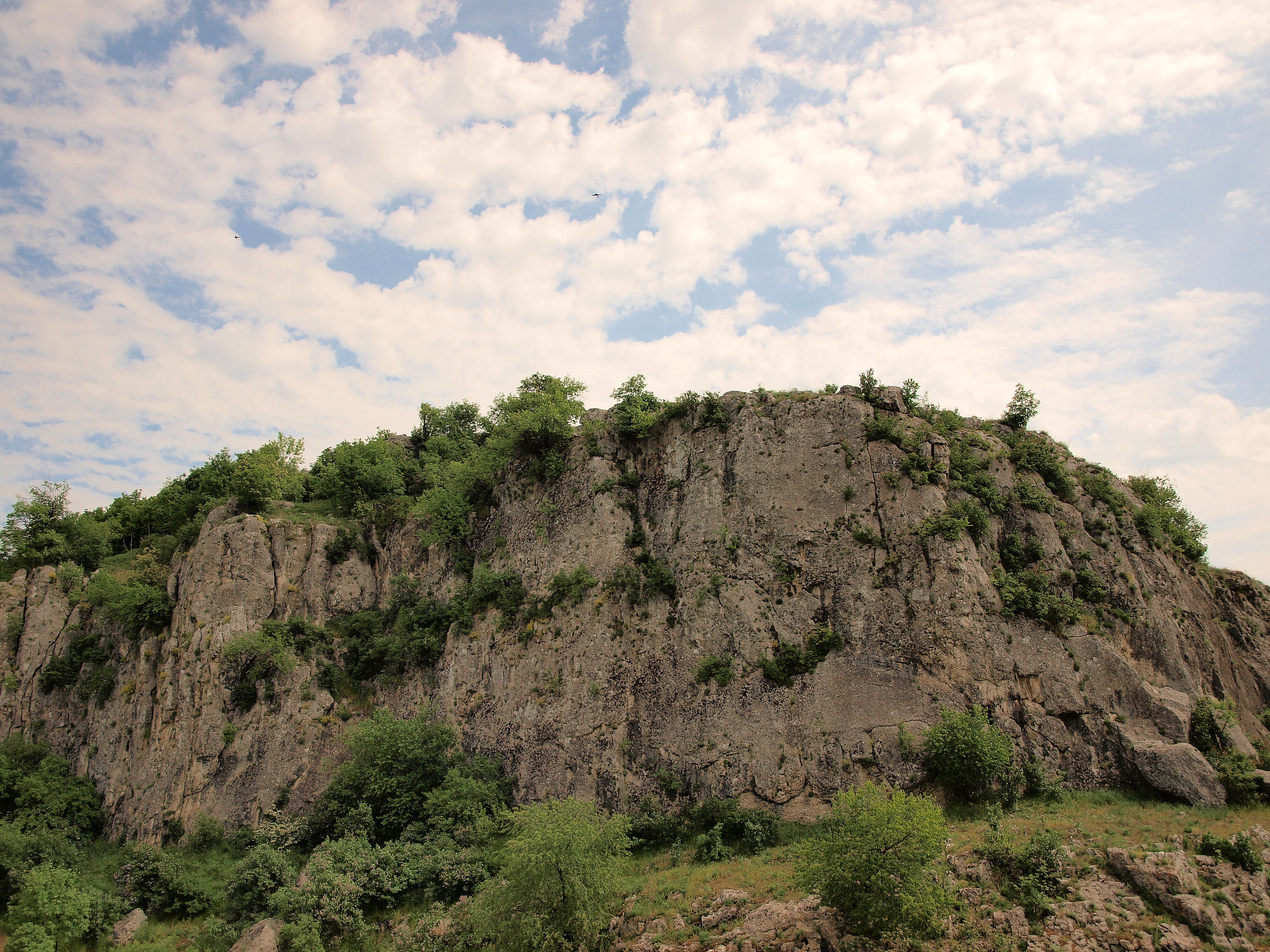
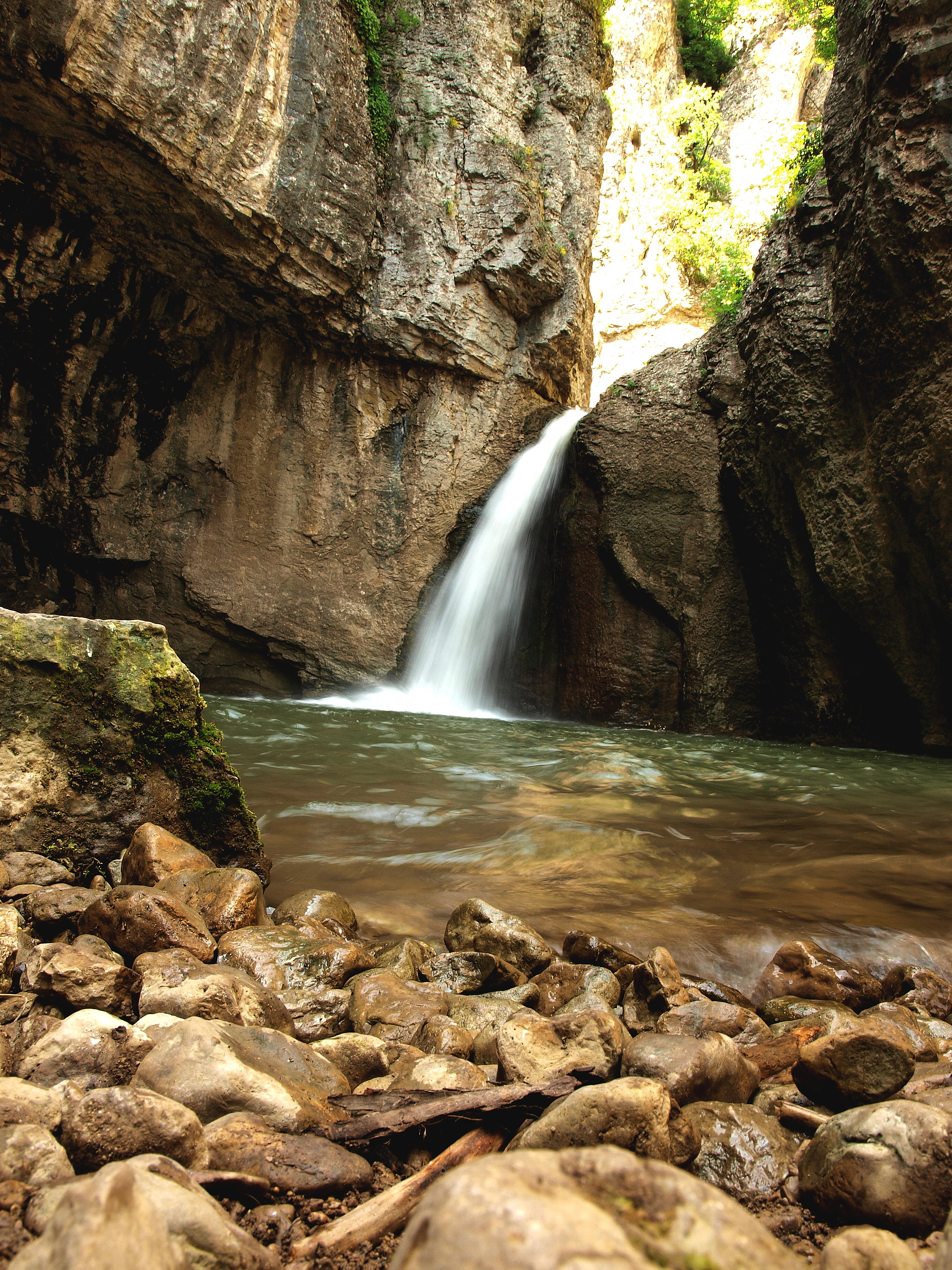
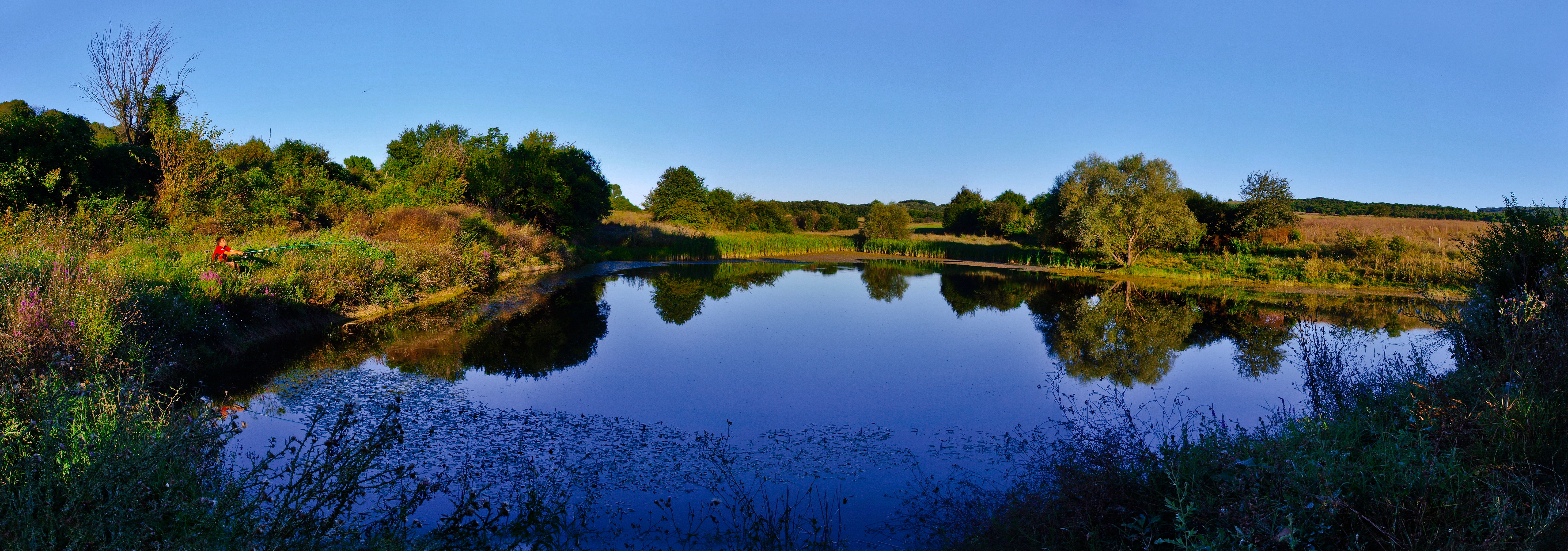